# Biegi narciarskie na Zimowych Igrzyskach Olimpijskich 2018 – sprint drużynowy kobiet
Sprint drużynowy kobiet na Zimowych Igrzyskach Olimpijskich 2018 odbył się 21 lutego na Alpensia Cross-Country Centre w Daegwallyeong-myeon.
Mistrzyniami olimpijskimi zostały Amerykanki Kikkan Randall, Jessica Diggins, drugie były Szwedki Charlotte Kalla, Stina Nilsson, a brąz wywalczyły Marit Bjørgen, Maiken Caspersen Falla z Norwegii.
Polska sztafeta w składzie Justyna Kowalczyk i Sylwia Jaśkowiec zajęła 7. miejsce.

## Terminarz
| Data      | Konkurencja | Godzina rozpoczęcia | Godzina rozpoczęcia |
| Data      | Konkurencja | UTC+09:00           | CET                 |
| --------- | ----------- | ------------------- | ------------------- |
| 21 lutego | Półfinały   | 17:00               | 09:00               |
| 21 lutego | Finał       | 19:00               | 11:00               |

## Wyniki

### Półfinały

#### Półfinał 1
| Miejsce | Bib | Reprezentacja    | Zawodniczki                             | Czas     | Strata   | Uwagi |
| ------- | --- | ---------------- | --------------------------------------- | -------- | -------- | ----- |
| 1.      | 1   | Norwegia         | Marit Bjørgen Maiken Caspersen Falla    | 16:33,28 | —        | Q     |
| 2.      | 3   | Szwajcaria       | Nadine Fähndrich Laurien van der Graaff | 16:39,83 | +6,55    | Q     |
| 3.      | 5   | Słowenia         | Alenka Čebašek Anamarija Lampič         | 16:39,92 | +6,64    | LL    |
| 4.      | 2   | Niemcy           | Nicole Fessel Sandra Ringwald           | 16:51,67 | +18,39   | LL    |
| 5.      | 6   | Czechy           | Kateřina Beroušková Petra Nováková      | 16:53,06 | +19,78   |       |
| 6.      | 9   | Australia        | Jessica Yeaton Barbara Jezeršek         | 17:20,38 | +47,10   |       |
| 7.      | 4   | Austria          | Lisa Unterweger Teresa Stadlober        | 17:25,98 | +52,70   |       |
| 8.      | 8   | Białoruś         | Julija Tichonowa Polina Sieronosowa     | 17:33,63 | +1:00,35 |       |
| 9.      | 11  | Słowacja         | Alena Procházková Barbora Klementová    | 17:52,14 | +1:18,86 |       |
| 10.     | 7   | Kazachstan       | Anna Szewczenko Walerija Tiuleniewa     | 17:57,04 | +1:23,76 |       |
| 11.     | 10  | Korea Południowa | Lee Chae-won Ju Hye-ri                  | 19:19,17 | +2:46,89 |       |

#### Półfinał 2
| Miejsce | Bib | Reprezentacja                | Zawodniczki                            | Czas     | Strata   | Uwagi |
| ------- | --- | ---------------------------- | -------------------------------------- | -------- | -------- | ----- |
| 1.      | 14  | Stany Zjednoczone            | Kikkan Randall Jessica Diggins         | 16:22,56 | —        | Q     |
| 2.      | 12  | Szwecja                      | Charlotte Kalla Stina Nilsson          | 16:23,28 | +0,72    | Q     |
| 3.      | 15  | Olimpijscy sportowcy z Rosji | Natalja Niepriajewa Julija Biełorukowa | 16:24,63 | +2,07    | LL    |
| 4.      | 13  | Finlandia                    | Mari Laukkanen Krista Pärmäkoski       | 16:31,54 | +8,98    | LL    |
| 5.      | 18  | Polska                       | Justyna Kowalczyk Sylwia Jaśkowiec     | 16:35,19 | +12,63   | LL    |
| 6.      | 17  | Francja                      | Aurore Jean Coraline Thomas Hugue      | 16:40,40 | +17,84   | LL    |
| 7.      | 21  | Kanada                       | Emily Nishikawa Dahria Beatty          | 17:01,54 | +38,98   |       |
| 8.      | 16  | Włochy                       | Elisa Brocard Gaia Vuerich             | 17:13,04 | +50,48   |       |
| 9.      | 20  | Chińska Republika Ludowa     | Chi Chunxue Li Xin                     | 17:35,94 | +1:13,38 |       |
| 10.     | 19  | Ukraina                      | Tetiana Antypenko Maryna Ancybor       | 17:44,04 | +1:21,48 |       |

### Finał
| Miejsce | Bib | Reprezentacja                | Zawodniczki                             | Czas     | Strata   |
| ------- | --- | ---------------------------- | --------------------------------------- | -------- | -------- |
| 01 !    | 14  | Stany Zjednoczone            | Kikkan Randall Jessica Diggins          | 15:56.47 | —        |
| 02 !    | 12  | Szwecja                      | Charlotte Kalla Stina Nilsson           | 15:56.66 | +0.19    |
| 03 !    | 1   | Norwegia                     | Marit Bjørgen Maiken Caspersen Falla    | 15:59.44 | +2.97    |
| 4.      | 3   | Szwajcaria                   | Nadine Fähndrich Laurien van der Graaff | 16:17.79 | +21.32   |
| 5.      | 13  | Finlandia                    | Mari Laukkanen Krista Pärmäkoski        | 16:19.18 | +22.71   |
| 6.      | 5   | Słowenia                     | Alenka Čebašek Anamarija Lampič         | 16:28.24 | +31.77   |
| 7.      | 18  | Polska                       | Justyna Kowalczyk Sylwia Jaśkowiec      | 16:32.48 | +36.01   |
| 8.      | 17  | Francja                      | Aurore Jean Coraline Thomas Hugue       | 16:32.49 | +36.02   |
| 9.      | 15  | Olimpijscy sportowcy z Rosji | Natalja Niepriajewa Julija Biełorukowa  | 16:41.76 | +45.29   |
| 10.     | 2   | Niemcy                       | Nicole Fessel Sandra Ringwald           | 17:06.57 | +1:10.10 |